# Carolina Brunström
Pour les articles homonymes, voir Brunström.
 (janvier 2019).
 (mai 2019).
Carolina Brunström, née le 1er janvier 1803 à Stockholm et morte le 25 janvier 1855 à Stockholm, est une danseuse suédoise.

## Biographie
Carolina Brunström est considérée comme l'une des principales ballerines du Ballet royal suédois durant les années 1820. Elle a joué le rôle de Fanny dans Den ädelmodige fursten de Giovanni Battista Ambrosiani.